# 矮茎灯心草
矮茎灯心草（学名：Juncus amplifolius var. pumilus）为灯心草科灯心草属走茎灯心草的变种。分布于中国大陆的西藏、云南等地，生长于海拔3,500米的地区，多生在山坡湿草地，目前尚未由人工引种栽培。